# 黑革蟹蛛
黑革蟹蛛（学名：Coriarachne melancholica）为蟹蛛科革蟹蛛属的动物。在中国大陆，分布于内蒙古、河北、陕西等地，多栖息于树林 树皮下。该物种的模式产地在北京。